# 호야 데 세렌

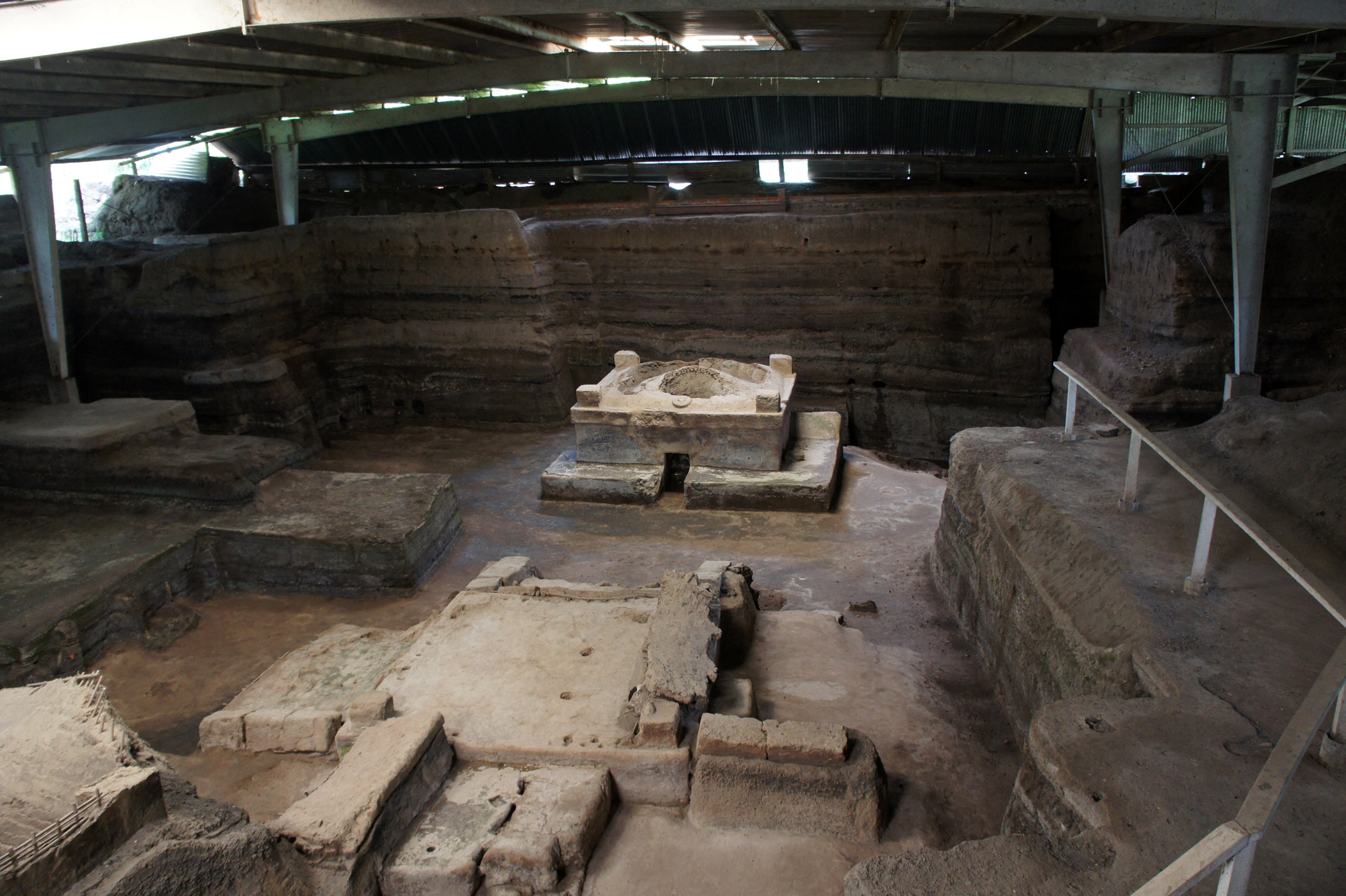
호야 데 세렌

호야 데 세렌(스페인어: Joya de Cerén)은 엘살바도르 라리베르타드 주에서 1976년에 발견된 마야 문명의 고고 유적이다.